# Slovenský metrologický ústav
Slovenský metrologický ústav (zkráceně SMÚ) je institut, který zajišťuje služby v oblasti metrologie na území Slovenské republiky. Je příspěvkovou organizací a notifikovanou osobou č. 1781 pro certifikace měřidel. Má celkem sedm výzkumných oddělení.